# Peter Krause (Rennfahrer)
Klaus-Peter Krause ist ein ehemaliger Rennfahrer der DDR-Tourenwagenklasse, der mehrmals Landesmeister wurde.

## Karriere
Klaus-Peter Krause erzielte 1970 mit dem Gesamtsieg in der Leistungsklasse I der DDR-Meisterschaft seinen ersten Erfolg im Motorsport. Im folgenden Jahr fuhr er hinter Wolfgang Küther und Heinz Melkus mit einem Melkus-Rennwagen auf den dritten Platz in der Formel 3 der Leistungsklasse I der DDR-Meisterschaft.
1972 startete er in der mit einem C9-Rennwagen in der DDR-Meisterschaft und parallel mit einem Tourenwagen im Pokal des Präsidiums des ADMV, dessen Titel er gewann. Von 1973 bis 1976 fuhr er mit einem Arnstadt-Wartburg 353 in der A22-Klasse für Tourenwagen in der DDR-Meisterschaft und gewann dort 1973 und 1975 den Meistertitel.

## Statistik

### Erfolge
| Jahr | DDR-Meisterschaft                                        | Fahrzeug              | Platzierung | Punkte |
| ---- | -------------------------------------------------------- | --------------------- | ----------- | ------ |
| 1970 | Rennwagen LK I                                           |                       | Rang 1      | 25     |
| 1971 | Rennwagen Formel 3 bis 1600 cm³ LK I                     | Melkus Wartburg       | Rang 3      | 12     |
| 1972 | Rennwagen C9 bis 1600 cm³ LK I                           |                       | Rang 4      | 15     |
| 1972 | Tourenwagen A bis 1300 cm³ Pokal des Präsidiums des ADMV |                       | Rang 1      | 27     |
| 1973 | Tourenwagen A bis 1300 cm³                               | Arnstadt-Wartburg 353 | Rang 1      |        |
| 1974 | Tourenwagen A bis 1300 cm³                               | Arnstadt-Wartburg 353 | Rang 4      |        |
| 1975 | Tourenwagen A bis 1300 cm³                               | Arnstadt-Wartburg 353 | Rang 1      |        |
| 1976 | Tourenwagen A bis 1300 cm³                               | Arnstadt-Wartburg 353 | Rang 3      | 31     |